# 伊藤大将
伊藤 大将（いとう だいすけ、2001年7月27日 - ）は、 大阪府寝屋川市出身の元プロ野球選手（内野手）。右投右打。NPBでは育成選手であった。

## 経歴

### プロ入り前
軟式野球の社会人チームで監督兼投手としてプレーしていた父親の影響から、寝屋川市立成美小学校2年生から硬式野球を始め、寝屋川市立第九中学校では「寝屋川中央リトルシニア」に所属する。
高校は青森県八戸市の八戸学院光星高等学校に進学し、1年生の秋からベンチ入りメンバーとなる。2年生の夏から同級生の武岡龍世とともに、第100回全国高等学校野球選手権記念大会、第91回選抜高等学校野球大会、第101回全国高等学校野球選手権大会と3季連続の甲子園出場を果たし、2年生の春の選抜から二塁手のスターティングメンバーとして出場する。
2019年10月17日に行われたプロ野球ドラフト会議にて、福岡ソフトバンクホークスから育成ドラフト3巡目指名され、支度金300万円、年俸360万円（金額は推定）で契約合意に達し、12月5日、福岡市内のホテルで入団発表会見が行われた。背番号は128。

### プロ入り後
2020年、二軍公式戦に1試合出場し、三軍戦において45試合に出場し、打率.185、12打点、2盗塁を記録。
2021年、二軍公式戦で4試合に出場。三軍では69試合に出場し、打率.265、4盗塁、22打点を記録。
2022年、二軍公式戦で31試合に出場、打率.222、1盗塁1打点、三軍戦では77試合に出場し、打率.202、2本塁打、12盗塁、21打点を記録。
2023年、前年の秋季キャンプからコンパクトな打撃フォームを試みて5月2日の二軍公式戦の阪神タイガース戦では適時打を放った。二軍公式戦には24試合に出場し、打率.188、1盗塁、6打点、三軍・四軍戦では、91試合に出場し、打率.264、1本塁打、13盗塁、39打点を記録。
2024年は、二軍公式戦では9試合のみの出場にとどまった。10月7日に戦力外通告を受けた。

## 選手としての特徴
シャープな打撃と堅実な守備が持ち味の走攻守3拍子揃った二遊間候補。

## 詳細情報

### 年度別投手成績
- 一軍公式戦出場なし

### 背番号
- 128（2020年[5] - 2024年）

### 登場曲
- 「宿命」Official髭男dism（2020年）
- 「英雄」doa（2020年）
- 「Eeny, meeny, miny, moe!」三代目 J Soul Brothers from EXILE TRIBE（2021年）
- 「がんばりましょう」SMAP（2021年）
- 「俺たちの明日」エレファントカシマシ（2022年）
- 「Mint」安室奈美恵（2022年）
- 「がむしゃら行進曲」関ジャニ∞（2023年）
- 「Swamp!」Beverly（2023年）